# Kăpinovo, Dobrici
Kăpinovo (în bulgară Къпиново, în română Melecler) este un sat în comuna Gheneral-Toșevo, regiunea Dobrici, Dobrogea de Sud, Bulgaria. 
Între anii 1913-1940 a făcut parte din plasa Casim a județului Caliacra, România. Majoritatea locuitorilor erau români. Lângă localitate a mai existat o asezare (azi dispărută) ce se numea Aidâmbei în timpul administrației românești și Svetik în bulgară.

## Demografie
Componența etnică a satului Kăpinovo
     Bulgari (38,42%)
     Turci (26,1%)
     Romi (1,97%)
     Nicio identificare (0,49%)
     Altele (33%)
La recensământul din 2011, populația satului Kăpinovo era de 203 locuitori. Nu există o etnie majoritară, locuitorii fiind bulgari (38,42%), turci (26,1%) și romi (1,97%). Pentru 0,49% din locuitori nu este cunoscută apartenența etnică.